# Emarginula sicula
Emarginula sicula é uma espécie de molusco pertencente à família Fissurellidae.
A autoridade científica da espécie é J.E. Gray, tendo sido descrita no ano de 1825.
Trata-se de uma espécie presente no território português, incluindo a zona económica exclusiva.